# Django: la otra cara
Django: la otra cara es una película erótica, de acción, drama y suspenso policiaco peruana del año 2002, dirigido por Ricardo Velásquez. Protagonizado por Giovanni Ciccia, Melania Urbina, Sergio Galliani y Tatiana Astengo en los papeles principales.
Forma parte de su trilogía con los estrenos posteriores de Django: sangre de mi sangre en 2018 y Django: en el nombre del hijo en 2019.

## Sinopsis
El filme narra la vida delictiva de Orlando Hernández, más conocido como "Django", un famoso asaltante de bancos limeño que operó durante las décadas de 1970 y 1980 y como busca el afecto de otra compinche para permanecer en pie.

## Reparto
- Giovanni Ciccia - Orlando Hernández, no consideraron el verdadero apellido de la persona de la vida real para la película "Django".[1]
- Melania Urbina - Melissa, la "Chica Dinamita", amante de Orlando y compinche de asaltos.[1]
- Sergio Galliani - Maco, policía. Era amigo de Orlando en la juventud y fue novio de Tania.
- Tatiana Astengo - Tania, esposa de Orlando.
- Darío Abad - Gendarme de la Guardia Republicana.
- Pold Gastello - Chato Fermín.
- Miguel Iza - Loco Julián.
- Renzo Schuller - Álvarez.
- Mario Velásquez - El Tronco.
- Ricardo Velásquez -
- Gustavo Bueno - Vendedor de una casa
- Iván Chávez -
- Toño Vega - Amigo de Django